# Canellales
Canellales је један од филогенетски најстаријих редова скривеносеменица.